# Кисе (Орн)
Кисе (фр. Cuissai) насеље је и општина у северној Француској у региону Доња Нормандија, у департману Орн која припада префектури Алансон.
По подацима из 2011. године у општини је живело 430 становника, а густина насељености је износила 48,97 становника/km². Општина се простире на површини од 8,78 km². Налази се на средњој надморској висини од 157 метара (максималној 370 m, а минималној 147 m).

## Демографија
| 1962. | 1968. | 1975. | 1982. | 1990. | 1999. | 2011. |
| ----- | ----- | ----- | ----- | ----- | ----- | ----- |
| 255   | 265   | 237   | 260   | 330   | 445   | 430   |

График промене броја становника у току последњих година